# الفرق المعنية بحصانة فيروس كورونا
فريق العمل المعني بالمناعة ضد كوفيد-19 (CITF) هو أحد الجهود المبكرة لحكومة كندا لتتبع جائحة فيروس كورونا 2020. اُنشئت أمانة خارجية مخصصة من أجل زيادة كفاءة عمل فريق العمل المعني بالمناعة ضد كوفيد-19 إلى أقصى حد.

## عضوية فريق العمل
ويتألف المجلس من أطباء وخبراء في الأمراض المعدية وصانعي سياسات. وكان أعضاء ميثاقها خمسة:
- ديفيد نايلور
- تيريزا تام
- كاثرين هانكينز
- تيم إيفانز
- منى نمر

توسع مجلس إدارة الصندوق في 2 /مايو 2020. واعضاؤها الإضافيون هم:
- ستيفن لوكاس
- كاري بوولاسا
- سكوت هالبرين
- شارو كاوشيك
- جيمس كيلنر
- سوزان كيركلاند
- غاري كوبنجر
- ميل كراجدن
- ريتشارد ماسي
- أليسون ماكجير
- ديبورا المال
- جينا أوغيلفي
- كيفن أوريل
- جوتا بريكسيات
- كارولين كواش تانه
- جيمس تالبوت
- بول فان كاسيسيلي

## الدوافع والأهداف
ورد في البيان الصحفي الذي صدر عن ترودو في 23 أبريل 2020، حول بدء عمل الصندوق الدولي للجهود الإنمائية العديد من الأهداف التي من شأنها أن تساعد على تحقيقها:
تحديد الأولويات والإشراف على تنسيق سلسلة من الدراسات الاستقصائية لاختبار الدم على نطاق البلد الذي سيخبرنا مدى انتشار الفيروس في كندا وتقديم تقديرات موثوقة للمناعة المحتملة ونقاط الضعف لدى السكان الكنديين.